# 格拉扎诺巴多廖
格拉扎诺巴多廖（義大利語：Grazzano Badoglio），是意大利阿斯蒂省的一个市镇。总面积10.44平方公里，人口639人，人口密度61.2人/平方公里（2009年）。ISTAT代码为005057。